# Linden-Theater (Frechen)
Das Linden-Theater ist ein denkmalgeschütztes Kino in Frechen bei Köln. Es ist das letzte noch in Betrieb befindliche von ehemals 5 Kinos der Stadt.

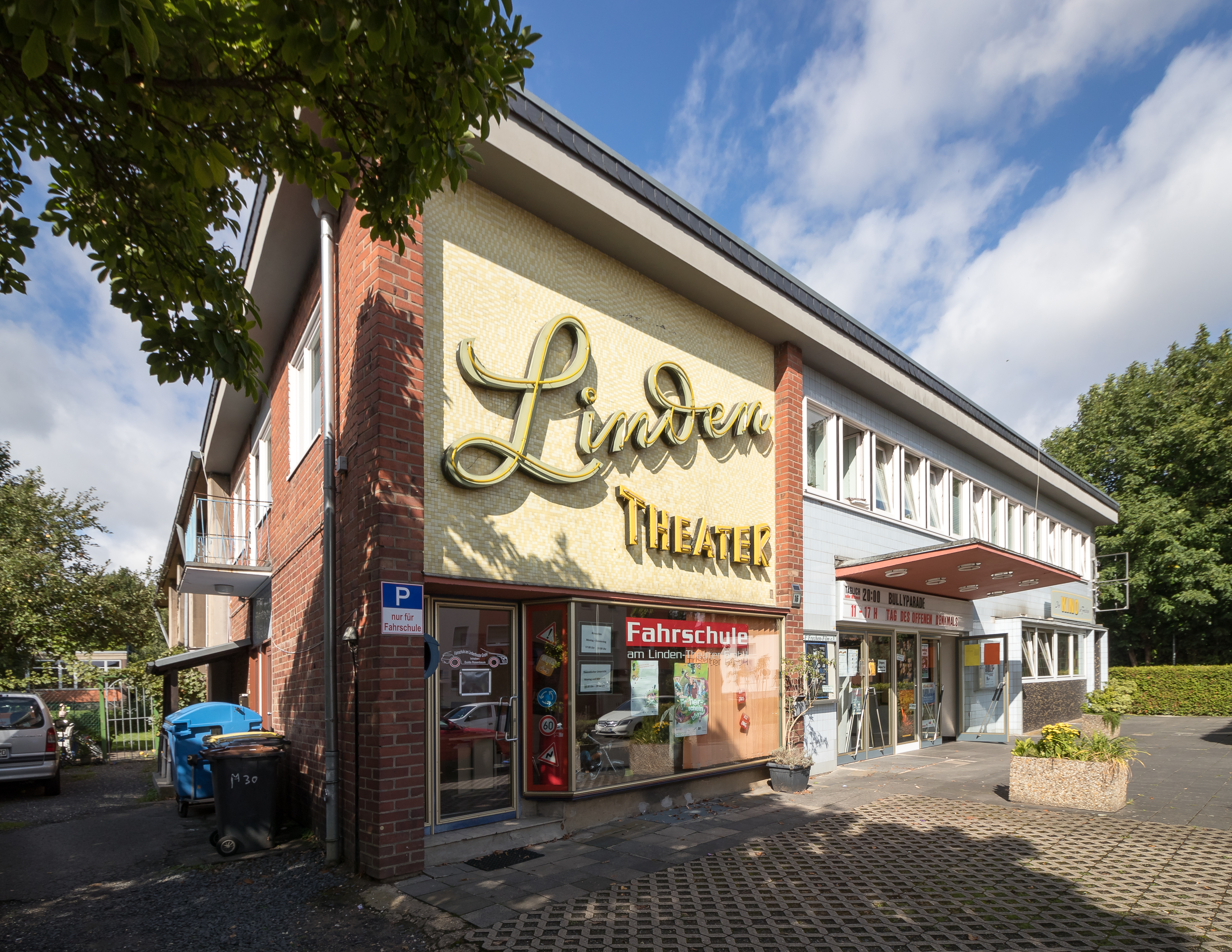
Linden-Theater

## Geschichte
Am 6. September 1957 wurde in der Lindenstraße das fünfte und modernste Kino Frechens mit 461 Plätzen durch Heinrich Bucco eröffnet. Es wurde bis 1993 auch ununterbrochen durch das Ehepaar Bucco geführt. Markenzeichen war ein VW Käfer gleichen Baujahrs, der vor den Vorstellungen jeweils aus der Kassenhalle, die ihm als Garage diente, herausgeschoben wurde. Dieses Lichtspieltheater überlebte das große Kino- und Säle-Sterben der 1970er Jahre. Als das Ehepaar Bucco Anfang der 1990er Jahre aus Alters- und Gesundheitsgründen das Vorführen sukzessive aufgeben musste, wurde zunächst der regelmäßige Spielbetrieb an einem Tag der Woche durch den gemeinnützigen Verein Frechen-Film e.V. aufrechterhalten. Dieser Verein ging aus einem Schüler-Filmclub am Frechener Gymnasium hervor, der seit 1978 erst in der Pausenhalle der Schule, dann seit 1990 mit finanzieller Hilfe des Kulturamtes der Stadt  im nahe gelegenen Linden-Theater einmal wöchentlich einen künstlerisch wertvollen Film als Programmkino vorführte. Den gesamten Ablauf übernahmen dabei die Ehrenamtler des Frechen-Film e.V.

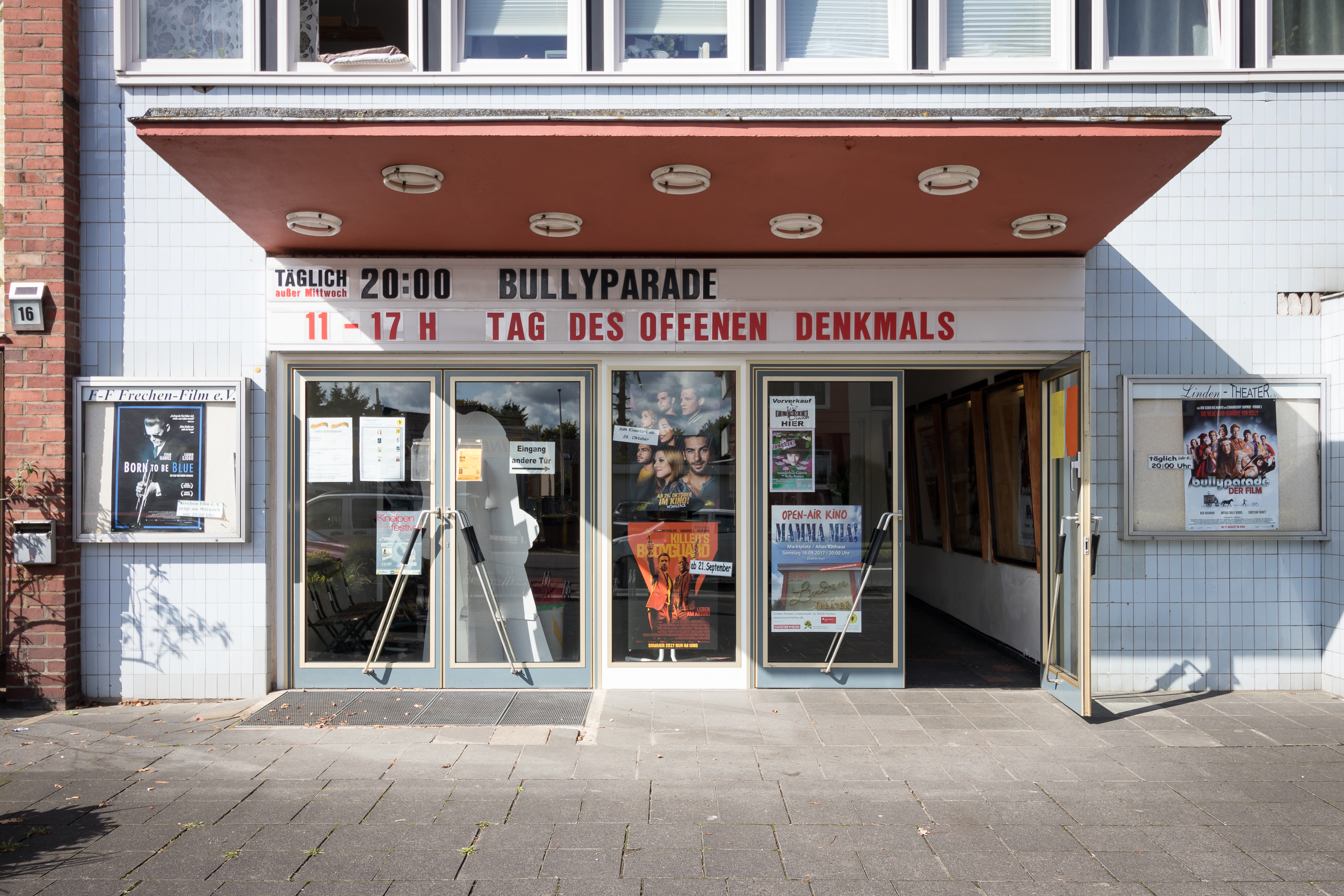
Eingang

1993 wurde das Linden-Theater innen wie außen unter Denkmalschutz gestellt, da die Innenausstattung niemals modernisiert worden war, und sogar die Vorführtechnik noch der Originalausrüstung von 1957 entsprach.
Als der Erbauer und Besitzer Heinrich Bucco 1995 starb und die Zukunft des mittlerweile letzten verbliebenen Kinos in Frechen ungewiss war, wurde aus engagierten Mitgliedern des Frechen-Film e.V. der Linden-Theater e.V. gegründet, der seitdem das 'Lichtspielhaus' betreibt. Ein Vollbetrieb des Kinos war nach einer Stellungnahme der Finanzbehörden dem gemeinnützigen Frechen-Film e.V. verwehrt, daher musste ein nicht gemeinnütziger Betreiberverein zu diesem Zweck gegründet werden. Bis 2019 war das Linden-Theater im Besitz der Familie Bucco und wurde von der Tochter und Erbin Heinrich Buccos an den Linden-Theater e.V. verpachtet. Im Juli 2019 wurde es Eigentum eines örtlichen Bauunternehmers und es kamen Befürchtungen auf, das Gebäude würde zugunsten eines Wohnungsneubaus abgerissen werden. 2022 wurde jedoch der Betreiberverein Linden-Theater e.V. selbst Eigentümer des denkmalgeschützten Kinos.
Einnahmen werden, soweit mit ihnen nicht nur die laufenden Kosten gedeckt werden, für die Erhaltung und Erneuerung des Kinos verwendet. So konnte seit 1996, auch durch Kulturzuschüsse der Stadt und der branchenüblichen Unterstützung der Filmförderungsanstalt FFA und der Landesfilmstiftung NRW, die originale Bestuhlung aufgepolstert und neu bezogen, und die 35mm Vorführtechnik auf den damals aktuellen Stand gebracht werden (Xenon Lampen, Langlaufeinrichtung, neue Projektionsobjektive, 5.1 Surround-Ton mit Dolby SR, SRD und DTS, neue Cinemascope Bildwand). 17 Jahre später konnte im Zuge der umfassenden Digitalisierung der Kinowelt auch digitale Vorführtechnik nach DCI Standard installiert werden, auch dies mit Fördergeldern von FFA, BKM, und mit durch die Filmstiftung NRW vermittelten Landesförderungen aus europäischen Strukturentwicklungsfonds ('Ziel2.NRW'). Das Linden-Theater verfügt seitdem über eine 4k Projektionsanlage des Typs Sony SRX-R515P, die Tonanlage wurde von 5.1 auf 7.1 Surround erweitert, die Saalsteuerung automatisiert. Abgesehen von der seh- und hörbaren Projektions- und Tonqualität sind diese Modernisierungen vom Publikum aber nicht als Störungen der denkmalwürdigen Substanz sichtbar.
Die alte 35mm Projektionstechnik mit dem Ernemann-IX Projektor tut, wenn nötig, noch immer ihren Dienst.
2022 feierte das Linden-Theater sein fünfundsechzigjähriges Jubiläum. Es dürfte, abgesehen von der modernisierten Projektionstechnik, das einzige Kino in Deutschland sein, das seit 1957 unverändert in Betrieb ist.

### Auszeichnungen
- 2002 erhielt das nach eigenen Angaben älteste noch im ursprünglichen Zustand befindliche Kino Deutschlands (beziehungsweise dessen Betreiberverein) den mit 7000 € dotierten Rheinisch-Westfälischen Staatspreis für Denkmalpflege
- 2008 gab es den Sonder-Kulturpreis des Rhein-Erft-Kreises
- 2014 erhielten die langjährig engagierten Ehrenamtler Hilmar Stumpf, der schon in der Schüler AG beteiligt war, und Petra Gatting stellvertretend für den Linden-Theater e.V. den Rheinlandtaler (→ Liste von Trägern des Rheinlandtalers)
- 2022 wurde dem Kino die Denkmalplakette des Landes NRW verliehen
- 2020, 2021, 2022, 2023 und 2024 erhielt das Linden-Theater den Kinoprogrammpreis der Film- und Medienstiftung NRW für sein Filmkunst- sowie sein Kinder- und Jugendprogramm, darüber hinaus 2022 auch eine Sonderprämie für nachhaltiges Kino – 'Green Cinema'.[1]

## Programm
Neben einem aktuellen Kinoprogramm Donnerstags bis Dienstags wird mittwochs ein Arthaus-Film gezeigt. Zu bestimmten Filmen wird als Flimmer-Dinner ein kulinarisches Mehr-Gänge-Menu vor dem Film angeboten. An jedem zweiten Freitag im Monat – zum 'Freaky-Friday' – wird in einer Spätvorstellung ein Horrorfilm gezeigt. Im Sommer wird im Terrassenfreibad Frechen, gelegentlich auch an anderen Orten der Stadt, Open-Air-Kino angeboten. An jedem ersten Sonntag des Monats gibt es einen Kinderfilm. Daneben wird als feste Einrichtung jeweils in den Osterferien und Herbstferien eine Kinderfilmwoche durchgeführt, in der an jedem Nachmittag einer Ferienwoche ein Kinder- oder Jugendfilm gezeigt wird.